# Manuel Godoy
Pour les articles homonymes, voir Godoy et Faria.
 (juillet 2013).
Si vous disposez d'ouvrages ou d'articles de référence ou si vous connaissez des sites web de qualité traitant du thème abordé ici, merci de compléter l'article en donnant les références utiles à sa vérifiabilité et en les liant à la section « Notes et références ».
Manuel Godoy, prince de la Paix et de Bassano, duc d'Alcudia et de Sueca, est un courtisan et homme politique espagnol, né le 12 mai 1767 à Badajoz en Espagne et mort le 4 octobre 1851 à Paris en France.
Il est deux fois secrétaire d'État (chef du gouvernement), mais à la suite de difficultés tant intérieures qu'extérieures, il ne parvient pas à empêcher l'invasion de l'Espagne et l'abdication de Charles IV d'Espagne. Napoléon Ier méprisait cet homme qui faisait de l'Espagne un allié incertain comme le montrent la campagne du Portugal en 1801 ou l'appel à prendre les armes contre la France au moment de la bataille d'Iéna.

## Biographie

### Naissance et premières années
Manuel de Godoy Álvarez de Faria Ríos Sánchez Zarzosa est le fils de José de Godoy y Sánchez de los Ríos et de Maria Antonia Justa Álvarez de Faria y Sánchez Sarzosa, d'origine portugaise.
Né le 12 mai 1767 dans la calle Santa Lucía à Badajoz dans une famille noble mais pauvre, il s'engage à 17 ans dans la Garde royale et est nommé dans les Gardes du Corps à Madrid comme son frère. Le roi Charles III d'Espagne exilera ce dernier de la cour pour ses avances à la princesse des Asturies, Marie-Louise de Parme.
Un jour d'escorte sur le chemin de Ségovie, le cheval de Manuel se cabre et le jette au sol et il remonte aussitôt, attirant ainsi par son éclat l'attention du prince et de son épouse. À 21 ans, il est présenté officiellement aux princes des Asturies (titre porté par l'héritier du trône d'Espagne). Doté d'une belle conversation et d'un certain charme, le jeune homme s'attire affection et amitié et est rapidement le favori du futur roi Charles IV d'Espagne, 40 ans, et devient l'amant de sa femme, Marie-Louise de Parme, 37 ans,. Le 14 décembre de cette même année 1788, le roi Charles III d'Espagne s'éteint, laissant le trône à son fils.
Le 30 décembre 1788 (16 jours après l'accession au trône du prince des Asturies), Godoy est nommé cadet surnuméraire au Palais royal, en mai 1789 il est promu colonel de cavalerie, en novembre 1789 chevalier de l'ordre de Santiago, en août 1790 commandeur dans le même ordre, en février 1791 aide-de-camp, en mars gentilhomme de la cour, en juillet lieutenant général et chevalier Grand-Croix de l'ordre de Charles III, en 1792 duc d'Alcudia avec la grandesse d'Espagne, en novembre la Toison d'or et au printemps de 1793 le commandement en chef. Suivront les titres de duc de Sueca, marquis d'Alvarez, seigneur de Soto de Roma. Sa faveur suscite des jalousies et des commérages qui prétendent que l'infante Marie-Isabelle, née en 1789, et l'infant François de Paule d'Espagne, né en 1794, ne seraient pas les enfants du roi mais du favori.

### Secrétaire d'État
En 1788, Charles IV d'Espagne monte sur le trône et nomme Godoy au poste de secrétaire d'État (chef du gouvernement), en 1792, en remplacement du comte d'Aranda.
Sa première décision est d'essayer de sauver Louis XVI. Sa tentative échoue et un conflit éclate avec la France (1793–1795) avec quelques succès et rapidement des défaites ; elle se termine par le traité de Bâle. Il reçoit alors le titre de prince de la Paix (Príncipe de la Paz en espagnol).
En 1796, Il renforce les liens avec la France par le traité de San Ildefonso.
En 1797, la reine Marie-Louise organise un mariage pour Manuel Godoy, dont elle espère qu'il l'attirera loin de sa maîtresse Pepita Tudó, et en même temps agira comme une couverture pour ses propres relations avec Manuel Godoy. María Teresa de Bourbon, la cousine de Charles IV et la fille de son oncle Louis Antoine de Bourbon (vivant en exil et déchu pour avoir renoncé à poursuivre une carrière ecclésiastique), est choisie pour être l'épouse de Manuel Godoy. Même si elle n'a pas encore rencontré Manuel Godoy, Maria Teresa accepte immédiatement le mariage qui assure la restauration de la fortune de sa famille. Il l'épouse le 21 octobre 1797 dans l'Escorial à Madrid. De cette union nait une fille unique Luisa Carlota Manuela de Godoy. Godoy reçoit un énorme règlement financier dans le cadre du mariage, mais il continue à faire vivre sa maîtresse Pepita Tudó dans la même maison que son épouse.
Après la défaite navale du cap Saint-Vincent, Manuel Godoy doit démissionner en 1798, mais reste toutefois influent.
Il revient aux affaires en 1801 et s'allie avec la France pour envahir le Portugal, allié de l'Angleterre. Cette guerre est connue sous le nom de guerre des Oranges ; elle aboutit à la capitulation du Portugal. Les intérêts de l'Espagne sont sacrifiés au traité d'Amiens en 1802. L'opposition au roi Charles IV d'Espagne grandit.
Il réussit à maintenir une certaine neutralité de l'Espagne, mais s'allie de nouveau avec la France et la marine espagnole alliée à la marine française subit une nouvelle défaite navale à Trafalgar.
Malgré tout, sa relation avec Napoléon Ier ne faiblit pas et aboutit au traité de Fontainebleau en 1807 qui organise le démembrement du Portugal au profit de l'Espagne, de la France et de Godoy. La zone sud du Portugal serait revenue à Godoy et sa famille comme principat de los Algarves.
En mars 1808, le soulèvement d'Aranjuez renverse Charles IV au profit de son fils Ferdinand VII d'Espagne et essaye de tuer Godoy. Napoléon Ier fait sauver Godoy par Joachim Murat en l'envoyant en France et ne reconnait pas Ferdinand VII. Après l'entrevue de Bayonne en avril 1808 où Charles IV d'Espagne échange son trône devenu ingouvernable contre des terres et des revenus en France et où Ferdinand renonce à ses prétentions à la couronne d'Espagne contre celle de Ligurie, Napoléon Ier désigne son frère Joseph Bonaparte comme roi d'Espagne, mais le soulèvement du Dos de Mayo entraîne une longue et sanglante guerre entre les deux anciens alliés.

### Exil

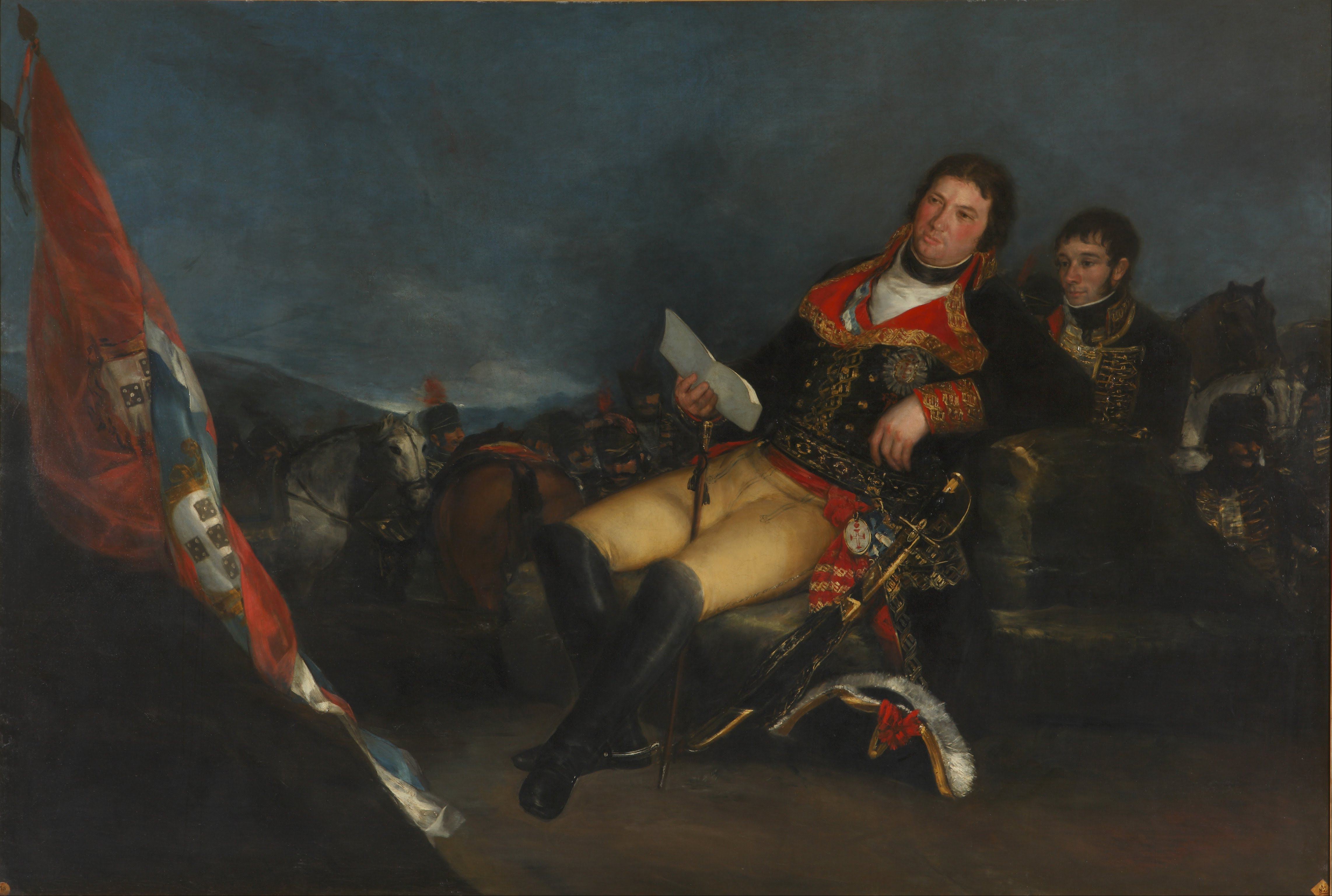
Le Portrait de Manuel Godoy par Francisco Goya au lendemain de la Guerre des Oranges (1801).
C'est pour le « Prince de la Paix » que le peintre réalisa La Maja nue (1797–1800) et La Maja vêtue (1800–1805), portraits provocateurs de la maîtresse et future femme de Manuel Godoy Pepita Tudó.

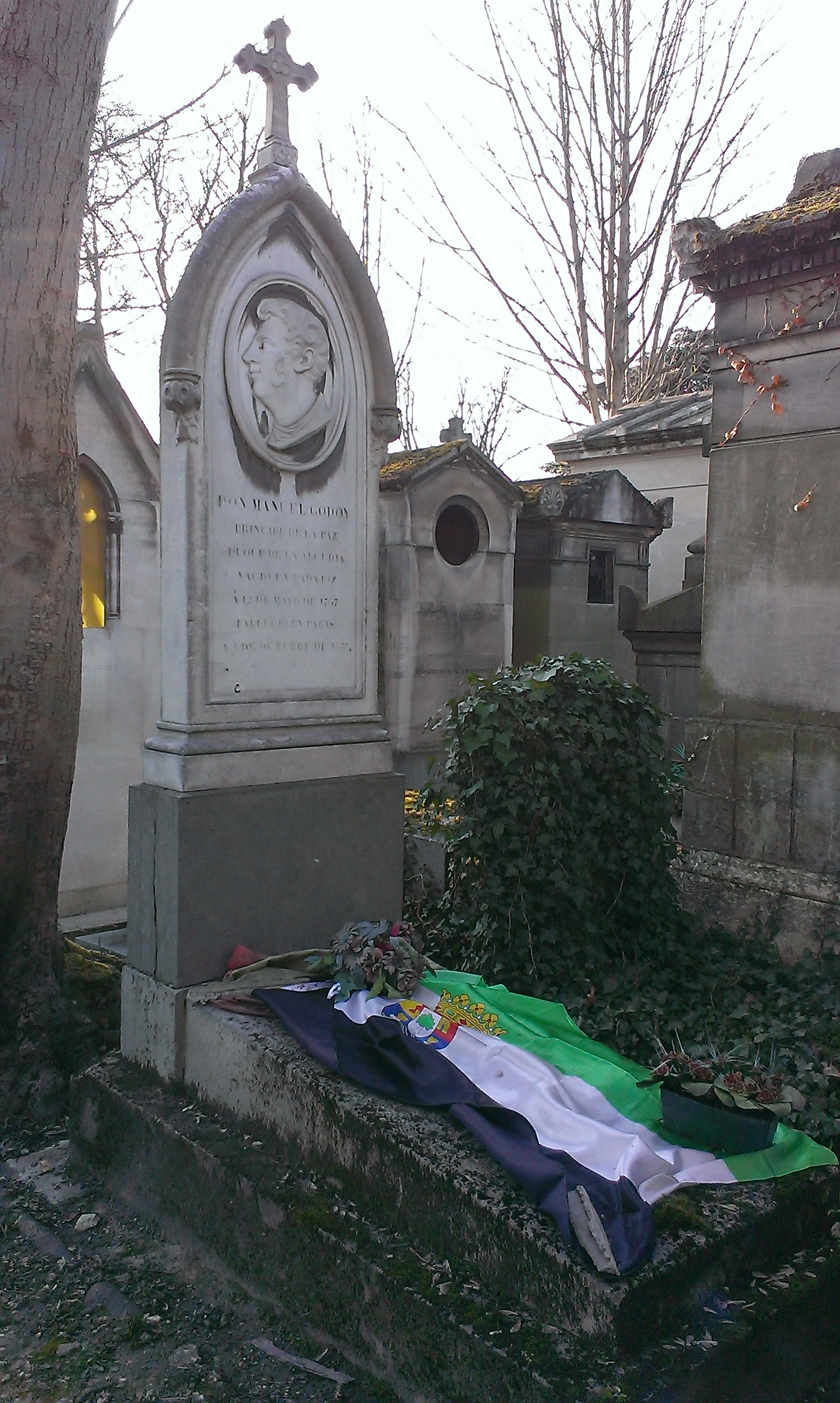
Tombe au Père-Lachaise (45e division)

Godoy passe les années suivantes en exil avec Charles IV d'Espagne, Marie-Louise, sa fille Luisa Carlota Manuela de Godoy issue de son mariage avec María Teresa de Bourbon, Pepita Tudó sa maîtresse, et leur fils Manuel Godoy (son épouse l'a quitté depuis longtemps). Ils vivent pendant plusieurs mois à Fontainebleau, puis à Compiègne, puis à Aix-en-Provence. En octobre 1808 ils arrivent à Marseille où ils passent les quatre années suivantes. En juillet 1812 ils s'installent à Rome, où ils vivent dans le palazzo Barberini.
En avril 1814 Ferdinand VII d'Espagne est restauré en tant que roi d'Espagne (il a vécu pendant six ans en France). Il refuse de permettre à Godoy de retourner en Espagne, et le pape Pie VII exile Godoy et sa maîtresse Pepita Tudó à Pesaro. Pendant les Cent-Jours, Charles IV d'Espagne et Marie-Louise de Bourbon Parme fuient la France pour Vérone, où ils sont rejoints par Godoy et Pepita Tudó. Godoy demande à l'empereur François Ier d'Autriche à Vienne, le droit d'asile, mais Ferdinand VII d'Espagne fait part de son opposition.
Après la défaite de Napoléon, Charles IV d'Espagne, Marie-Louise et Pepita Tudó retournent à Rome, mais le pape demande que Godoy continue de vivre à Pesaro. En septembre 1815, Charles IV d'Espagne et Marie-Louise demandent au pape de déclarer nul le mariage entre Godoy et María Teresa de Bourbon. Godoy est autorisé à rentrer à Rome, mais dans le but de préserver les apparences Pepita Tudó et son fils Manuel Godoy déménagent à Gênes. Ferdinand soudoie la police pour qu'elle expulse Pepita Tudó et sa famille de Gênes, la même chose se produisant à Livourne. Enfin, elle trouve un foyer à Pise.
En mars 1818, le plus jeune fils de Godoy, Luis Godoy meurt. En octobre, il est lui-même atteint du paludisme. Il reçoit les derniers sacrements de l'Église, mais guérit de son mal. À la fin de l'année, Marie-Louise contracte une pneumonie, Charles IV d'Espagne est absent à Naples, à l'époque, mais Godoy reste près de son lit jusqu'à sa mort le 2 janvier 1819. Cinq jours plus tard, Charles IV d'Espagne écrit à Godoy, lui demandant de quitter le Palazzo Barberini à Rome, mais deux semaines plus tard, Charles IV d'Espagne meurt à Naples.
Ferdinand VII d'Espagne continue à interdire à Godoy de retourner en Espagne et s'assure qu'il ne reçoit pas de pension de l'État. Il ne permet pas non plus à la fille de Godoy Luisa Carlota Manuela de Godoy de se marier dans une maison souveraine, mais accepte son mariage en 1821 avec Don Camillo Ruspoli, le fils cadet d'une famille princière romaine.
En 1828, l'épouse de Godoy María Teresa de Bourbon meurt à Paris.
Le 7 février 1829 Godoy épouse sa maîtresse de longue date Pepita Tudó même s'ils avaient secrètement effectué une cérémonie de mariage des années plus tôt (22 juin 1797 au musée du Prado[réf. nécessaire]).
Ils déménagent à Paris en 1832 où ils vivent sans faste à l'hôtel Le Peletier d'Aunay rue des Mathurins grâce à une pension de cinq mille francs que lui octroie Louis-Philippe Ier.
En 1836, Godoy publie ses mémoires, Charles IV d'Espagne lui avait demandé de ne le faire qu'après la mort de son fils Ferdinand VII d'Espagne (décédé en 1833). Pepita Tudó, retourne en Espagne dans l'espoir de récupérer les biens familiaux.
En 1847, le gouvernement espagnol rend une partie de ses biens et restaure les titres de Godoy.
Il meurt à Paris le 4 octobre 1851. Il est tout d'abord enterré dans l'église Saint-Roch, mais l'année suivante il est transféré au cimetière du Père-Lachaise. 
Son buste en médaillon, parmi ceux des souverains et grands hommes espagnols ornant la Plaza mayor de Salamanque, est buriné en signe de damnatio mémoriae.

## Famille et descendance
Il épouse María Teresa de Bourbon le 21 octobre 1797 à l'Escorial. De cette union naît Luisa Carlota Manuela de Godoy.
Il épouse Josefa de Tudó y Catalán le 7 février 1829 (sa maîtresse de longue date même s'ils avaient secrètement effectué une cérémonie de mariage des années plus tôt (22 juin 1797 au musée du Prado). Ils ont eu pour enfants :
- Manuel de Godoy y Tudó (29 mars 1805 à Madrid – 24 août 1871 à Madrid)
- Luis de Godoy y Tudó (1807 - mars 1818)

## Œuvres
- Différentes éditions de ses mémoires :
  - (es) Cuenta dada de la vida politica de D. Man. Godoy, principe de la Paz, o sean memorias criticas y apologeticas (Madrid, 1836-1838, 5 vol. in-8, et 1842, 6 vol. in-8)
  - (fr) trad. en français, Paris, 1836-1838, 4 vol.
  - (en) Manuel de Godoy, Memoirs of Don Manuel de Godoy, Prince of the Peace, Duke del Alcudia, Count d'Everamonte, &c. London: R. Bentley, 1836.
  - (es) Carlos Seco Serrano, Edición a las Memorias del príncipe de la Paz, Biblioteca de Autores españoles, t.88. Madrid, 1935.
  - (es) E. Rúspoli. Edición abreviada de las Memorias de Godoy. La esfera de los Libros, Madrid, 2008.

#### Monographies
- (en) « Manuel de Godoy », dans Encyclopædia Britannica, 2005 (lire en ligne).
- (es) J. Belmonte et P. Leseduarte, Godoy. Historia documentada de un expolio, Bilbao, Ediciones Beta Milenio III, 2004.
- (en) Jacques Chastenet, Godoy, Master of Spain, 1792–1808, London, Batchworth Press, 1953.
- (en) Edmund D'Auvergne, Godoy, The Queen's Favorite, London, Paul, 1910.
- (en) Douglas Hilt, The Troubled Trinity: Godoy and the Spanish Monarchs, Tuscaloosa, Alabama, University of Alabama Press, 1987.
- (es) Emilio La Parra López, Manuel Godoy: la aventura del poder, Prologue de Carlos Seco Serrano, Barcelona, Tusquets, 2002.
- (es) A. Muriel, Memorial histórico español, ts. XXIX-XXXIX, Madrid, 1893-1894.
- (es) C. Pereyra, Cartas confidenciales de la reina María Luisa y de don Manuel de Godoy, Madrid, 1935.
- (es) J. Pérez de Guzmán, Estudios de la vida, reinado, proscripción y muerte de Carlos IV y María Luisa, Madrid, 1908.
- (es) E. Rúspoli, Godoy: La lealtad de un gobernante ilustrado, Temas de Hoy, 2004.
- (es) Carlos Seco Serrano, Godoy, el hombre y el político, Madrid, 1978.
- A. Thiers, Histoire du Consulat de l'Empire, Livre XXIX, 1849.
- (es) Marqués de Villaurrutia, La reina María Luisa esposa de Carlos IV, Madrid, 1927.

#### Romans
- (es) J. L. Gil Soto, La traición del rey. Ed. Styria. Barcelona, 2008.
- (es) Benito Pérez Galdós, El 19 de marzo y el 2 de mayo. Madrid, 1873.